# Stéphane Ravier
Stéphane Ravier (Gap (Altos Alpes), 4 de agosto de 1969) es un político francés. Stéphane Ravier es miembro del Senado de Francia.

## Biografía
Nacido en Gap el 4 de agosto de 1969, Stéphane Ravier llegó a Marsella a la edad de tres años.
Stéphane Ravier fue alcalde del séptimo sector de Marsella en 2014.